# Hartford (Wisconsin)
Hartford – miasto w Stanach Zjednoczonych, w stanie Wisconsin, w hrabstwie Washington.